# Wiskitno
Wiskitno – (niem. Steinmeiler) wieś w Polsce, położona w województwie kujawsko-pomorskim, w powiecie bydgoskim, w gminie Koronowo.

## Podział administracyjny
Wieś duchowna, własność opata cystersów w Koronowie pod koniec XVI wieku leżała w powiecie nakielskim województwa kaliskiego. W latach 1975–1998 miejscowość administracyjnie należała do województwa bydgoskiego.

## Demografia
Według danych Urzędu Gminy Koronowo (XII 2015 r.) miejscowość liczyła 575 mieszkańców.

## Znane osoby
W roku 1886 w Wiskitnie urodził się Tadeusz Ziółkowski (zm. 1940), kapitan żeglugi wielkiej, komandor pilotów portu gdańskiego, Pierwszy żeglarz Rzeczypospolitej.